# فريدهيلم كونيتزكا
فريدهيلم كونيتزكا (بالألمانية: Timo Konietzka) مواليد 2 أغسطس 1938 في لونن - الوفاة 12 مارس 2012 في سويسرا، كان لاعب ومدرب كرة قدم ألماني كان يلعب كمهاجم.

## المسيرة الاحترافية

### أندية لعب لها
- بوروسيا دورتموند
- ميونخ 1860
- نادي فينترتور

## روابط خارجية
- فريدهيلم كونيتزكا على موقع قاعدة بيانات كرة القدم.إي يو (الإنجليزية)
- فريدهيلم كونيتزكا على موقع بيانات كرة القدم. دي إي (الألمانية)
- فريدهيلم كونيتزكا على موقع ناشيونال فوتبول تيمز (الإنجليزية)
- فريدهيلم كونيتزكا على موقع عالم كرة القدم.نت (الإنجليزية)